# Алекса Стрикович
Алекса Стрикович (серб. Алекса Стриковић; нар. 12 травня 1961) – сербський шахіст, гросмейстер від 1996 року.

## Шахова кар'єра
Перших міжнародних успіхів почав досягати в другій половині 1990-х років. 1989 року посів 2-ге місце (позаду Драгана Пауновича) в Монпельє і поділив 2-ге місце (позаду Влатко Ковачевича, разом зі Зденко Кожулом) на турнірі за круговою системою в Вінковцях, тоді як в 1990 році поділив 2-ге місце (позаду Младена Палача, разом із, зокрема, Дімітиром Дончевим на турнірі open у Шартрі. 1990 року виступив у складі третьої збірної країни на шаховій олімпіаді, яка відбулась у Новому Саді. 1992 року досягнув одного з найбільших успіхів в кар'єрі, вигравши в Бані-Вручиці титул чемпіона Союзної Республіки Югославії. У 1996 і 1998 роках двічі представляв національну збірну на шахових олімпіадах.
Досягнув низки успіхів на міжнародних турнірах, перемігши або поділивши 1-ші місця, зокрема, в таких містах, як:
- Лас-Пальмас (1993, турнір C),
- Ла-Корунья (1995, разом з Георгієм Георгадзе),
- Леон (1996, турнір B, разом з Рейнальдо Верою, Девідом Гарсією Ілундайном і Марселіно Сіоном Кастро),
- Сарагоса – двічі (1996, 1997),
- Ферроль – тричі (2002, 2005 і 2006, разом із зокрема, Валентином Йотовим, Юліаном Радульським та Ілмарсом Старостітсом)),
- Памплона – двічі (2005, 2006),
- Хаен (2006),
- Лорка – двічі (2007, разом з Дієго Флоресом, Кевіном Спраггеттом, Сергієм Федорчуком та Володимиром Бакланом 2008, разом з Сергієм Федорчуком, Бранко Дамляновичем і Олександром Рустемовим),
- Малага – двічі в турнірах Malaga Open (2007, разом з Карлосом Матаморосом Франко і Стефаном Джуричем і 2010, разом з Карлосом Матаморосом Франко, Понтусом Карлссоном, Хосе Фернандо Кенкою Хіменесом і Гарі Квілланом),
- Понтеведра (2009, разом з драганом Пауновичем і Роберто Карлосом Гомесом Ледо),
- Мондаріс (2009),
- Лас-Пальмас (2010, разом з Бояном Кураїцою),
- Віла-Нова-де-Гайя (2010),
- Мадрид (2010),
- Преторія (2014, разом із зокрема, Кенні Соломоном)[2],
- Саншеншо (2014)[3].

Найвищий рейтинг Ело в кар'єрі мав станом на 1 листопада 2010 року, досягнувши 2570 очок займав тоді 8-ме місце серед сербських шахістів.

## Зміни рейтингу
| На цьому місці має відображатися графік чи діаграма, однак з технічних причин його відображення наразі вимкнено. Будь ласка, не видаляйте код, який викликає це повідомлення. Розробники вже працюють для того, щоби відновити штатне функціонування цього графіка або діаграми. | |
| | На цьому місці має відображатися графік чи діаграма, однак з технічних причин його відображення наразі вимкнено. Будь ласка, не видаляйте код, який викликає це повідомлення. Розробники вже працюють для того, щоби відновити штатне функціонування цього графіка або діаграми. |